# Regina Smolnik

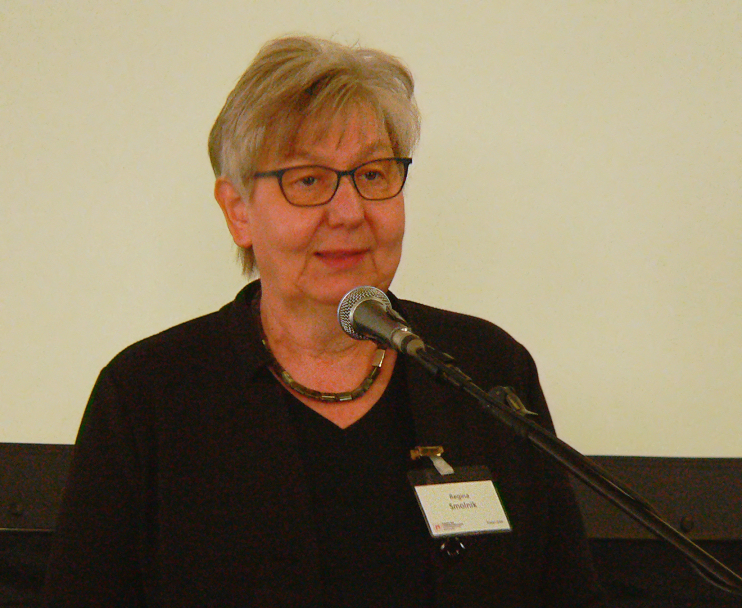
Regina Smolnik, 2024

Regina Smolnik (* 1961) ist eine deutsche Prähistorikerin und seit 2009 Landesarchäologin des Freistaats Sachsen.

## Leben
Regina Smolnik absolvierte ein Studium der Vor- und Frühgeschichte sowie Ethnologie und Kunstgeschichte an der Universität Marburg und der Universität Aix-en-Provence. In Marburg wurde sie 1994 mit einer Dissertation über Keramiken in der vorgeschichtlichen Siedlung am Burgstallkogel bei Kleinklein promoviert.
In Brandenburg war Smolnik in den 2000er Jahren am Aufbau des im November 2008 eröffneten Archäologischen Landesmuseums Brandenburg im Paulikloster in Brandenburg an der Havel beteiligt. Seit dem 1. Mai 2009 ist sie in Nachfolge von Thomas Westphalen, der es zuvor kommissarisch geleitet hatte, die Leiterin des Landesamtes für Archäologie Sachsen. In ihre Amtszeit fällt die 2014 erfolgte Eröffnung des Staatlichen Museums für Archäologie Chemnitz. Zugleich ist Smolnik eine der drei sächsischen Vertreter im Verband der Landesarchäologien, dessen erste weibliche Vorsitzende sie seit 2024 in Nachfolge von Michael Rind ist.